# Tmpfs

tmpFS (Temporary File System) est le nom générique donné à tout système de fichiers Unix temporaire. Tout fichier créé dans un tel système de fichiers disparaît lors de l'arrêt du système.
L'implémentation par défaut du tmpfs des noyaux Linux 2.6.x se base sur ramfs qui utilise un mécanisme de cache pour optimiser la gestion de la mémoire.
Cependant, tmpfs propose en plus par sécurité une limite de taille mémoire allouable fixée au moment du montage et modifiable à la volée avec l'option "remount". tmpfs permet par ailleurs au système d'utiliser le swap lorsque cela devient nécessaire, ce qui est une garantie supplémentaire.
Par opposition à un RAM Disque, il alloue dynamiquement la mémoire de manière à ne pas l'utiliser en excès, et offre de meilleures performances grâce à son extrême simplicité.